# 12 (număr)
12 (doisprezece) este un număr natural precedat de 11 și urmat de 13.

## În matematică

Un dodecagon este un poligon cu 12 laturi

- Este un număr compus,[1] având divizorii 1, 2, 3, 4, 6 și 12, unul extrem compus[2][3] și unul extrem compus superior[2][4]. Este cel mai mic număr care are exact 6 divizori.
- Este un număr superabundent[5][6]
- Este un număr harshad în baza 10.[7]
- Este un număr semiperfect.[8]
- Un poligon cu 12 laturi este un dodecagon, iar un poliedru cu 12 fețe este un dodecaedru. Cuburile și octaedrele regulate prezintă 12 muchii. Icosaedrele regulare prezintă 12 vârfuri.
- Este un număr pentagonal.[9][10]
- Este un număr centrat endecagonal.[11][12]
- Este un număr dodecagonal.[13][14]
- Este un număr icosaedric.[15]
- Este un număr platonic.[16]
- Este un număr Pell.[17][18]
- Este un număr practic.[19][20]
- Este un număr pronic.[21]
- Este un număr extrem totient.[22][23]
- Este un număr extrem compus.
- Sistemul duodecimal este un sistem de numerație pozițional în baza 12.
- Este un număr refactorabil, deoarece este divizibil cu 6, numărul său de divizori.[24]
- Este un număr rotund.[25][26]
- Este un număr Størmer.[27][28]

### Lista unor calcule matematice
| Înmulțire | 1  | 2  | 3  | 4  | 5  | 6  | 7  | 8  | 9   | 10  |  | 11  | 12  | 13  | 14  | 15  | 16  | 17  | 18  | 19  | 20  |  | 21  | 22  | 23  | 24  | 25  |  | 50  | 100  | 1000  |
| --------- | -- | -- | -- | -- | -- | -- | -- | -- | --- | --- |  | --- | --- | --- | --- | --- | --- | --- | --- | --- | --- |  | --- | --- | --- | --- | --- |  | --- | ---- | ----- |
| 12 × x    | 12 | 24 | 36 | 48 | 60 | 72 | 84 | 96 | 108 | 120 |  | 132 | 144 | 156 | 168 | 180 | 192 | 204 | 216 | 228 | 240 |  | 252 | 264 | 276 | 288 | 300 |  | 600 | 1200 | 12000 |

| Împărțire | 1     | 2    | 3    | 4   | 5     | 6   | 7        | 8   | 9    | 10   |  | 11    | 12 | 13       | 14       | 15   | 16   |
| --------- | ----- | ---- | ---- | --- | ----- | --- | -------- | --- | ---- | ---- |  | ----- | -- | -------- | -------- | ---- | ---- |
| 12 ÷ x    | 12    | 6    | 4    | 3   | 2.4   | 2   | 1.714285 | 1.5 | 1.3  | 1.2  |  | 1.09  | 1  | 0.923076 | 0.857142 | 0.8  | 0.75 |
| x ÷ 12    | 0.083 | 0.16 | 0.25 | 0.3 | 0.416 | 0.5 | 0.583    | 0.6 | 0.75 | 0.83 |  | 0.916 | 1  | 1.083    | 1.16     | 1.25 | 1.3  |

| Puteri | 1  | 2    | 3      | 4        | 5         | 6          | 7           | 8           | 9            | 10            |  | 11            | 12            | 13              |
| ------ | -- | ---- | ------ | -------- | --------- | ---------- | ----------- | ----------- | ------------ | ------------- |  | ------------- | ------------- | --------------- |
| 12x    | 12 | 144  | 1728   | 20736    | 248832    | 2985984    | 35831808    | 429981696   | 5159780352   | 61917364224   |  | 743008370688  | 8916100448256 | 106993205379072 |
| x12    | 1  | 4096 | 531441 | 16777216 | 244140625 | 2176782336 | 13841287201 | 68719476736 | 282429536481 | 1000000000000 |  | 3138428376721 | 8916100448256 | 23298085122481  |

## Alte sisteme de numerație
| V20 | Z1 | Z1 |

| V20 | Z1 | Z1 |

## În știință
- Este numărul atomic al magneziului.[29]
- Este masa atomică a carbonului.
- Modelul standard identifică 12 tipuri de fermioni.
- În corpul uman se regăsesc 12 nervi cranieni.
- Pe Scara Beaufort, valoarea 12 corespunde unui uragan.

### Astronomie
- NGC 12 este o galaxie spirală în constelația Peștii.
- Messier 12 este un roi globular din constelația Ofiucus.
- 12 Victoria este o planetă minoră.
- 12P/Pons-Brooks este o cometă periodică din sistemul solar.

## În religie
- Ismael - fiul întâi născut al lui Avraam - are 12 fii / prinți (Geneza 25:16), iar Iacov are de asemena 12 fii, care au fondat cele Doisprezece Triburi ale lui Israel.
- doisprezece apostoli are Iisus
- în Apocalipsa 12: 1 apare o femeie învăluită în soare, cu luna sub picioare și cu o cunună de douăsprezece stele pe cap
- „Cele douăsprezece zile de Crăciun”  reprezintă  intervalul dintre Crăciun și Bobotează.
- Se consideră că  12 pietre apar în Deuteronom, capitolul 27
- 12 Profeți Minori, o colecție de 12 cărți care constituie ultima carte a Bibliei ebraice și care formează ultimele douăsprezece cărți din Vechiul Testament.
- în Apocalipsa 7:3-8 câte 12 mii din fiecare trib al lui Israel sunt pecetluiți înainte de [marea] vătămare a pământului, mărilor și a copacilor. În total 144000 de pecetluiți, ca și în Apocalipsa 14:1 cu numele Mielului și numele Tatălui Lui, scris pe frunțile lor.

## În alte domenii

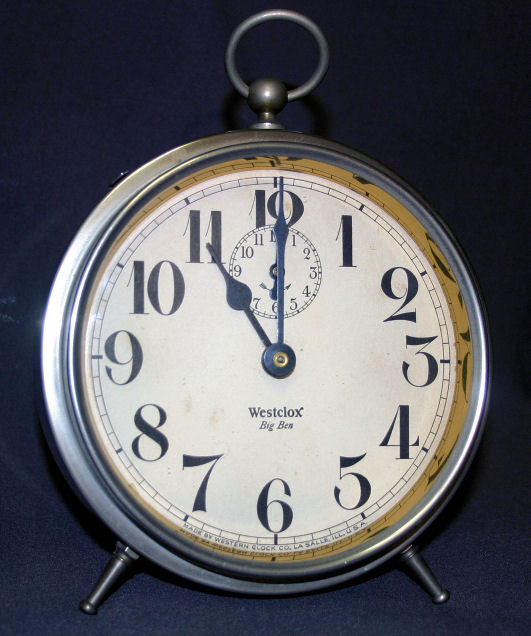
Ceas analogic

- Ceasul are un afișaj cu 12 ore, o oră are 12 x 5 minute. Ziua este împărțită convențional în două perioade a 12 ore - ante meridiem și post meridiem (înainte și respectiv după prânz).
- Anul are 12 luni
- Zodiacul clasic (occidental) este compus din douăsprezece zodii
- polidactilie - mai multe degete, de obicei, la om, 6 degete la o mână și 6 degete la un picior (în total 12 degete la mâini și 12 degete la picioare)

Doisprezece se mai poate referi la:
- Numărul de elemente dintr-o duzină.
- Codul pentru departamentul francez Aveyron.
- Pe Drapelul Europei se regăsesc 12 stele galbene.
- Pe cadranul unui ceas analog se regăsesc 12 ore, jumătate din cele 24 ore dintr-o zi.

- Douăsprezece scaune, roman de Ilf și Petrov.
  - [Cele] 12 scaune, film din 1970.
  - 12 scaune, film din 1971.
- 12 oameni furioși, o serie de piese de teatru și de filme cu același nume.
- 12 Feet Deep (film  de groază din 2017)
- Armata celor 12 maimuțe (Twelve Monkeys / 12 Monkeys), un film științifico-fantastic din 1995, a inspirat serialul 12 Monkeys din 2915.
- 12 ani de sclavie (12 Years a Slave), un film american din 2013
- 12:01, un film de televiziune din 1993
- Cei 12 invincibili, un film din 2018
- 12 încercări (12 Rounds), un film din 2009
- Cei 12 căței ai Crăciunului, un film din 2005
- Apartamentul 12, un film din 2001
- Calendarul (12 Men of Christmas), un film din 2009
- 12 ore de trăit (12 Hours to Live), un film din 2006
- 12 zile de teroare (12 Days of Terror), un film din 2005
- Douăsprezece dezastre (The 12 Disasters of Christmas), un film din 2012
- Douăsprezece Colonii, locuri fictive din franciza Battlestar Galactica.
- „Douăsprezece mii de capete de vite”
- Fiecare picior (ca unitate de măsură) este egal cu 12 țoli.
- DN12, DN12A, DN12B, DN12C, drumuri naționale din România.
- Cele 12 puncte ale Revoluției Maghiare din 1848
- IAR-12, un prototip, aerodinamic mai avansat decât predecesorul său, IAR CV 11.
- Lockheed YF-12, prototip de avion de interceptare
- Lockheed A-12 Oxcart, avion de recunoaștere construit de Lockheed
- Majestic 12,  numele de cod al unui presupuse comisii secrete, din 1947, creată cu scopul de a investiga activitatea OZN în urma incidentului de la Roswell. A avut 12 membri, în prezent toți decedați.